# Кевін Азіз
Ке́він Азі́з (фр. Kévin Azaïs; нар. 1992) — французький актор.

## Біографія
Дебютував у кіно в 2008 році у фільмі Жана-Поля Лілієнфельда «Останній урок» з Ізабель Аджані у головній ролі. Найуспішнішою роботою в кіно стала для Кевіна Азіза головна роль у дебютному фільмі Гійома Кане «Винищувачі» (2014), за яку у 2015 році актор отримав Сезара та Премію «Люм'єр» у категорії Найперспективніший молодий актор.
Кевін Азін — брат французького актора Венсана Ротьє.

## Фільмографія
| Рік  | Назва фільму               | Оригінальна назва         | Роль         | Примітки        |
| ---- | -------------------------- | ------------------------- | ------------ | --------------- |
| 2008 | Останній урок              | La journée de la jupe     | Себастьєн    |                 |
| 2012 | Як людина                  | Comme un homme            | Грег         |                 |
| 2012 | Дід Мороз і Ковбой         | Le Père Noël et le cowboy |              | короткометражка |
| 2013 | Я зображую труп            | Je fais le mort           | Людо         |                 |
| 2013 | Вандал                     | Vandal                    | Жоан         |                 |
| 2013 | Марш                       | La marche                 | Ремі         |                 |
| 2014 | Винищувачі                 | Les combattants           | Арно Лабреде |                 |
| 2014 | Наступного року            | L'année prochaine         | Себастьєн    |                 |
| 2014 | Тепла пора року            | La Belle Saison           | Антуан       |                 |
| 2015 | Ні на небесах, ні на землі | Ni le ciel ni la terre    | Вільям Дені  |                 |
| 2016 | Молодь                     | Jeunesse                  | Зіко         |                 |
| 2017 | 1+1=Весілля                | Le sens de la fête        | Патрік       |                 |

## Визнання
| Нагороди та номінації Кевіна Азіза | Нагороди та номінації Кевіна Азіза | Нагороди та номінації Кевіна Азіза        | Нагороди та номінації Кевіна Азіза | Нагороди та номінації Кевіна Азіза | Нагороди та номінації Кевіна Азіза |
| Рік                                | Нагорода                           | Категорія                                 | Фільм                              | Результат                          |                                    |
| ---------------------------------- | ---------------------------------- | ----------------------------------------- | ---------------------------------- | ---------------------------------- | ---------------------------------- |
| 2015                               | Премія «Люм'єр»                    | Найперспективніший актор                  | Винищувачі                         | Перемога                           |                                    |
| 2015                               | Премія «Сезар»                     | Найперспективніший актор                  | Винищувачі                         | Перемога                           |                                    |
| 2015                               | Кінофестиваль у Кабурі             | «Золотий Сван» найкращому молодому актору | Винищувачі                         | Перемога                           |                                    |